# Veronika Schlüter-Stoll
Veronika Schlüter-Stoll (* 11. Januar 1924 in Berlin; † 4. Dezember 2002 in Wedel) war eine deutsche Bildhauerin.

## Leben

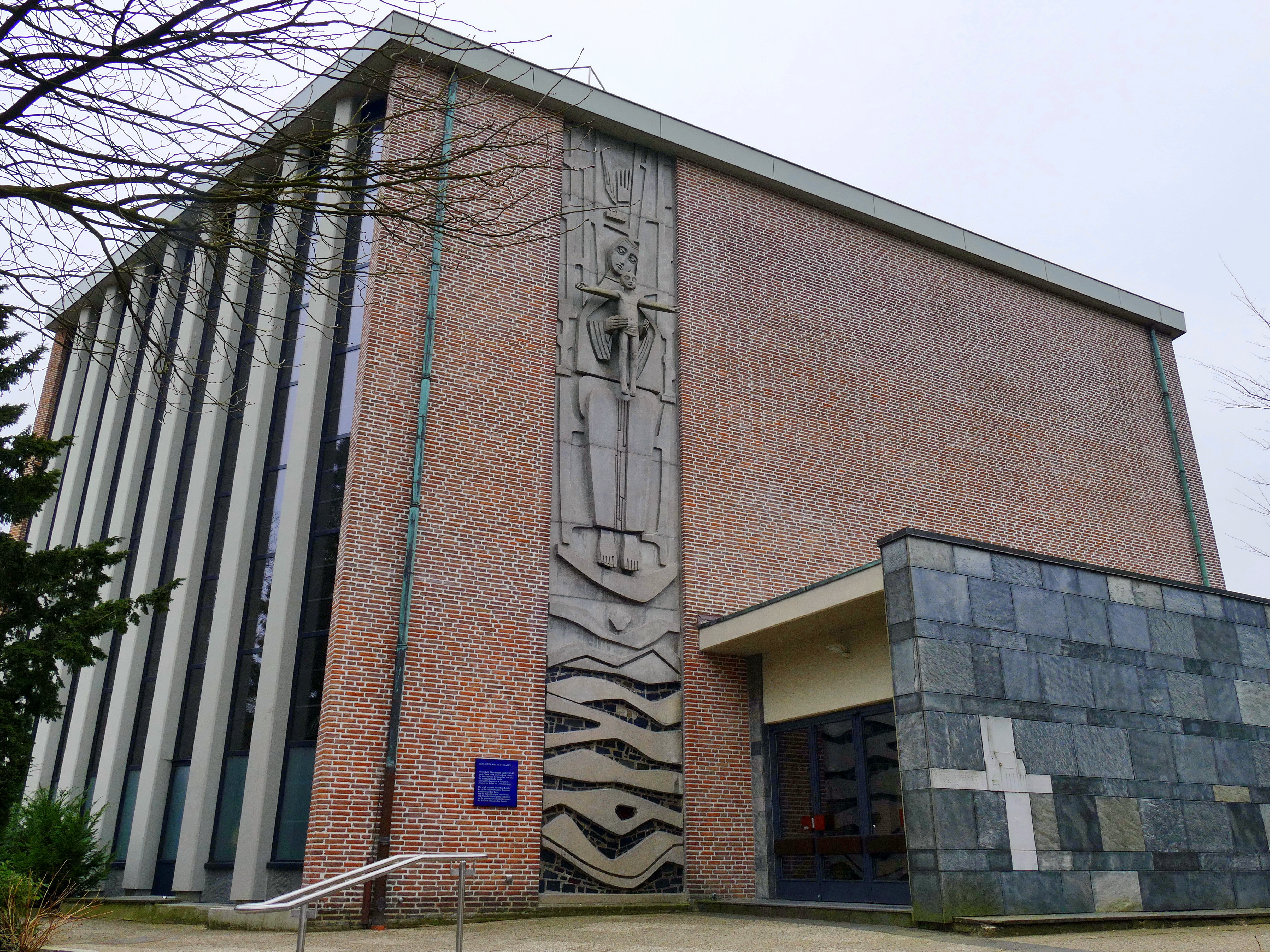
Maria mit Kind, St. Marien, Hamburg-Bergedorf

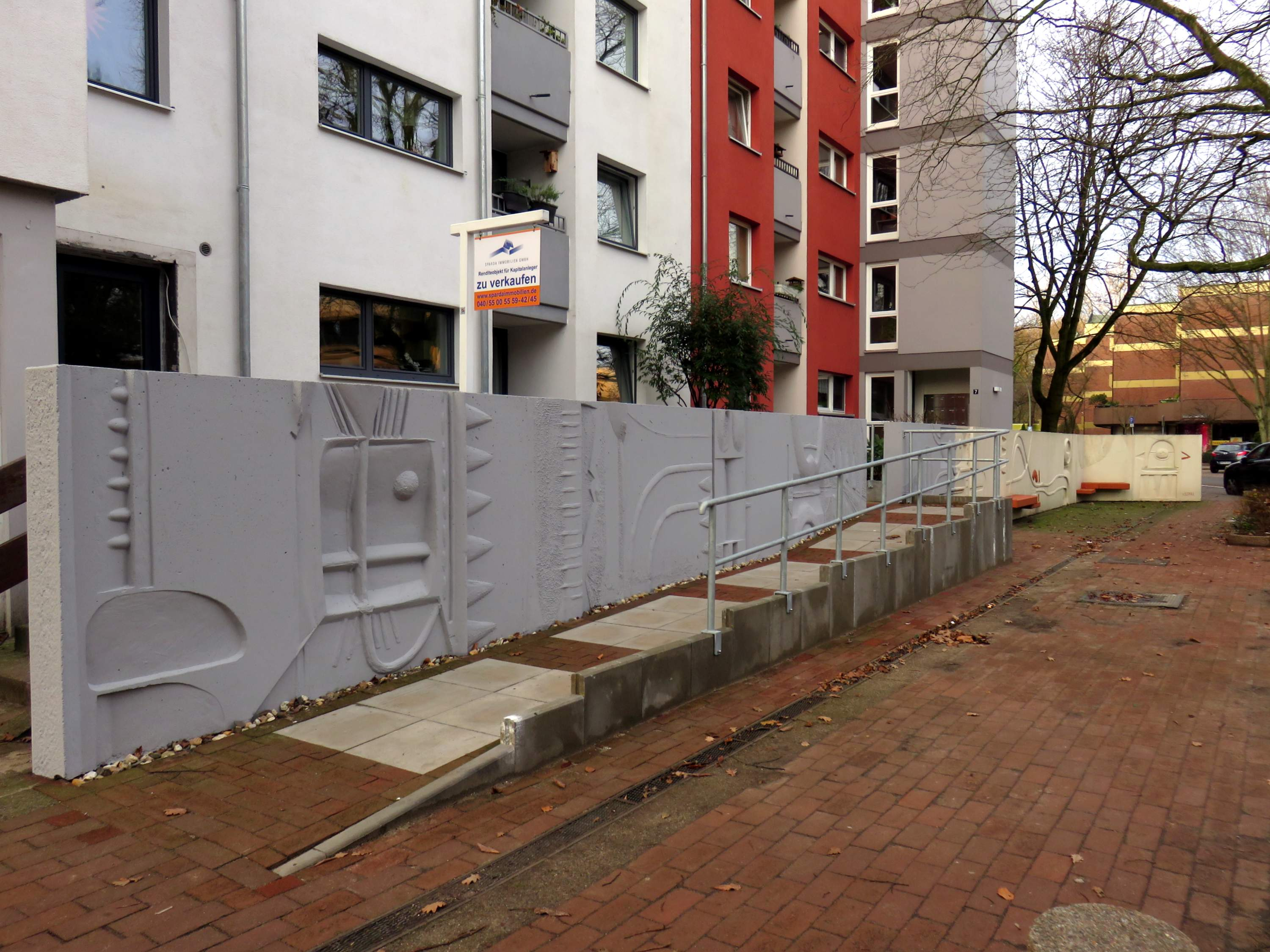
Stein-Reliefwand von 1973 in Hamburg-Volksdorf

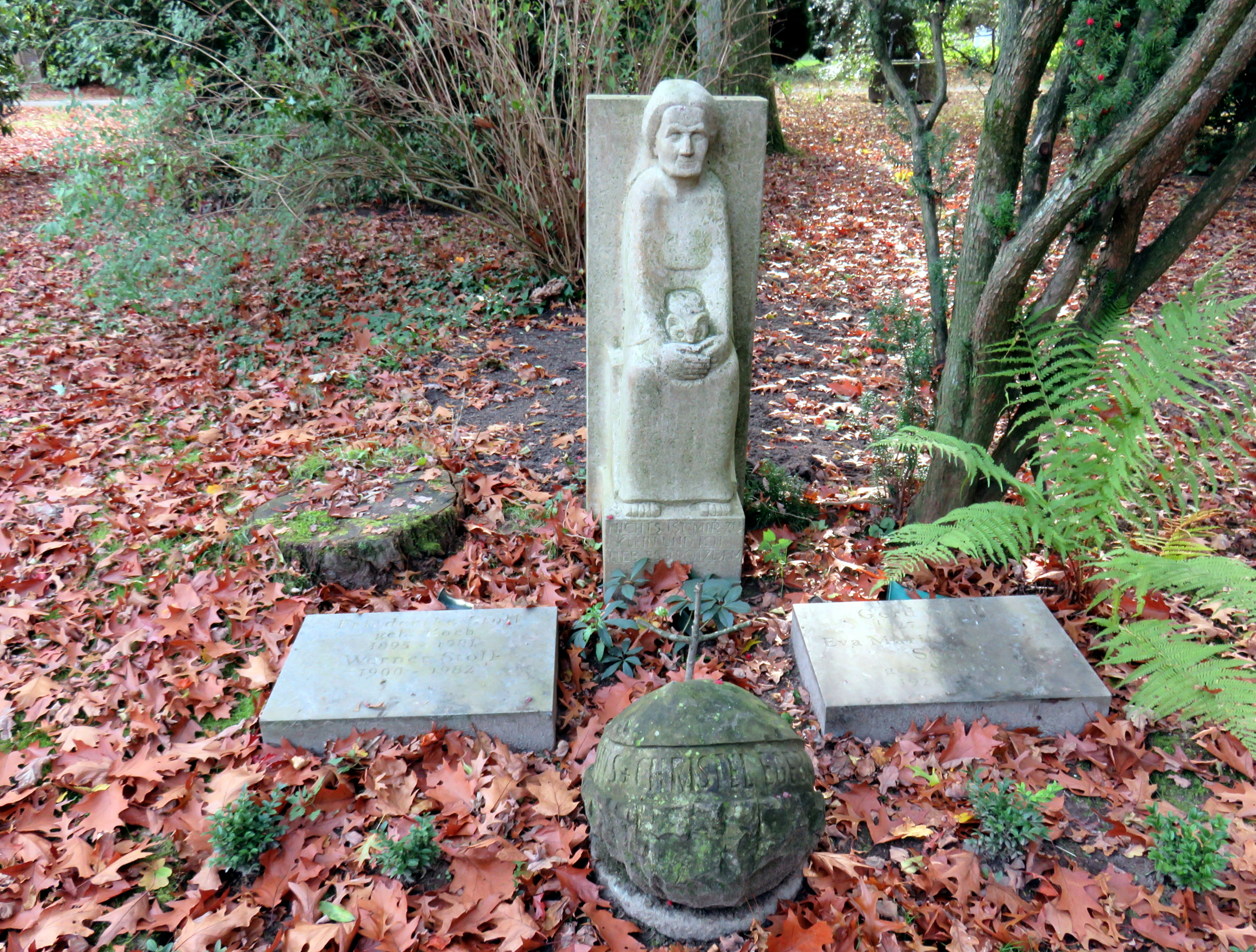
Grabstätte Koch/Stoll auf dem Friedhof Ohlsdorf

Schlüter-Stoll wurde in Berlin geboren und studierte dort an der Hochschule der Künste (HdK) unter anderem bei Karl Hartung in Berlin. Sie wurde Mitglied im deutschen Künstlerbund und nahm an den DKB-Jahresausstellungen 1957 in Berlin und 1960 in der Kunsthalle Baden-Baden teil. Im selben Jahr zog sie nach Hamburg, wo sie im Rahmen der neugeschaffenen staatlichen Selbstverpflichtung Kunst am Bau verschiedene Aufträge aus öffentlicher Hand bekam.
In den 1980ern begann sie zunehmend mit freier bildhauerischer Arbeit. So entstanden viele Plastiken, die in den jährlichen Ausstellungen in ihrer Werkstatt gezeigt wurden.
Sie wurde auf dem Friedhof Ohlsdorf beigesetzt auf der Familiengrabstätte Koch/Stoll im Planquadrat L15 (östlich Südteich, westlich Ringstraße).

## Werke (Auswahl)
- 1968 Katze aus Aluminium, Hörgensweg 73 in Hamburg-Eidelstedt

- 1971 Beton-Relief Maria mit Kind an der römisch-katholischen Kirche St. Marien, Reinbeker Weg in Hamburg-Bergedorf

- 1973 Stein-Reliefwand vor den Hauseingängen Nr. 5 und Nr. 7 am Groten Hoff  in Hamburg-Volksdorf

- 1975 Stein-Reliefwand auf dem Schulhof Bundesstraße 94 in Hamburg-Eimsbüttel